# AS Vita Club
Association Sportive Vita Club – klub piłkarski z Demokratycznej Republiki Konga, grający obecnie w pierwszej lidze, mający siedzibę w mieście Kinszasa, stolicy kraju. Klub został założony w 1936 roku. Domowe mecze rozgrywa na Stade des Martyrs, mogącym pomieścić 80 tysięcy widzów.
W swojej historii klub 12-krotnie wywalczył tytuł mistrza Demokratycznej Republiki Konga (dawniej Zairu) i dziewięciokrotnie zdobywał Puchar Demokratycznej Republiki Konga. W 1973 roku zdobył jedyne międzynarodowe trofeum - Puchar Mistrzów – dzięki zwycięstwu w finale nad ghańskim Asante Kotoko Kumasi (2:4, 3:0). W 1981 roku AS Vita Club znów wystąpił w finale Pucharu Mistrzów, ale tym razem uległ 0:4 i 0:1 algierskiemu JE Tizi-Ouzou.

## Sukcesy
- Puchar Mistrzów: 1
  - Zwycięzca : 1973
  - Finalista : 1981
- Linafoot: 14
  - Mistrzostwo : 1970, 1971, 1972, 1973, 1975, 1977, 1980, 1988, 1993, 1997, 2003, 2010, 2015, 2018
- Coupe du Congo: 9
  - Zwycięzca : 1971, 1972, 1973, 1975, 1977, 1981, 1982, 1983, 2001
  - Finalista : 1984, 1997
- Kinshasa Provincial League (EPFKIN): 5
  - Zwycięzca : 1957, 2001, 2002, 2004, 2005
- Super Coupe de Kinshasa: 3
  - Zwycięzca : 2002, 2005, 2006
- Vodacom Challenge titles: 1
  - Zwycięzca :: 2004

## Występy w afrykańskich pucharach
- Puchar Mistrzów: 2 występy

1998 – 1. runda
2004 – 2. runda
2011 – 1. runda
- Liga Mistrzów: 8 występów

1971: 2. runda
1973: zwycięstwo
1974: 2. runda
1975: 2. runda
1978: półfinał
1981: finał
1989: 2. runda
1995: 1. runda
- Afrykański Puchar Konfederacji: 2 występy

2008 – 1/8 finału
2009 – faza grupowa
2010 – 1/8 finału
- Puchar CAF: 2 występy

1996 - półfinał
1999 - 2. runda
- Puchar Zdobywców Pucharów: 6 występów

1976 - półfinał
1979 - ćwierćfinał
1982 - ćwierćfinał
1983 - ćwierćfinał
1984 - 2. runda
2002 - ćwierćfinał